# 梅爾羅斯 (佛羅里達州)
梅爾羅斯（英語：Melrose）是位於美國佛羅里達州阿拉楚阿縣和布拉福縣的一個非建制地區。該地的面積和人口皆未知。

## 地理
梅爾羅斯的座標為29°43′00″N 82°03′00″W / 29.71667°N 82.05000°W，而該地的平均海拔高度為49米（即161英尺）。